# Cucumella
Cucumella es un género con doce especies de plantas con flores perteneciente a la familia Cucurbitaceae. 

## Especies seleccionadas
| - Cucumella aspera - Cucumella aetheocarpa - Cucumella bryoniifolia - Cucumella cinerea - Cucumella clavipetiolata - Cucumella engleri | - Cucumella jeffreyana - Cucumella kelleri - Cucumella reticulata - Cucumella ritchiei - Cucumella robecchii - Cucumella silentvalleyi |